# 馬赫利內茨河
馬赫利内茨河（烏克蘭語：Махлинець），是烏克蘭的河流，位於該國西部利沃夫州，屬於克雷希夫卡河的左支流，發源自洛塔特尼基以東，流經斯特雷區，河道全長14公里，流域面積21.3平方公里。